# Sahagún
Sahagún este un oraș din Castilia și León, Spania.

## Personalități născute aici
- Bernardino de Sahagún (1499? - 1590), călugăr franciscan cu contribuții deosebite la studiul civilizației aztecilor.